# Axel
Axel je mužské jméno švédského původu. Patrně se jedná o zkráceninu jména Absalom. Vykládá se jako otec míru. Podle maďarského kalendáře má svátek 2. září. Vyskytuje se i jako příjmení.

## Axel v jiných jazycích
- Slovensky, německy, maďarsky, anglicky: Axel
- Finsky: Akseli

## Známí Axelové

### Křestní jméno
- Axel Fersen – švédský politik a vojevůdce
- Axel Hugo Theodor – švédský fyziolog, člen Nobelova lékařského ústavu ve Stookholmu
- Axel Maunthe – švédský lékař a spisovatel
- Axel Wenner-Gren – švédský konstruktér a průmyslník

### Příjmení
- Erik Axel Karlfeldt (1864–1931) – švédský básník, historik, literární kritik a překladatel, nositel Nobelovy ceny za literaturu
- Gabriel Axel (1918–2014) – dánský filmový režisér, scenárista, producent a herec
- Richard Axel (* 1946) – americký vysokoškolský pedagog a neurobiolog, nositel Nobelovy ceny za fyziologii a lékařství

## Jiný význam
- Axel-Paulsenův skok, krasobruslařský skok, který má jednu a půl otočky
- Axel & Pixel, point-and-click adventura, kterou vytvořil český tým Silver Wish Games
- Citroën Axel, malý automobil rumunské automobilky Oltcit
- Stim Axel, ruská drum and bassová kapela